# Mirosław Adamczyk
Mons. Mirosław Adamczyk (16. července 1962, Gdaňsk) je polský římskokatolický duchovní, arcibiskup a apoštolský nuncius.

## Život
Po skončení na Liceum Morskie w Gdyni vstoupil roku 1981 do kněžského semináře v Gdaňsku. Na kněze byl vysvěcen 16. května 1987 biskupem Tadeuszem Gocłowskim. Poté ukončil studia kanonického práva.
Po svěcení působil jako farní vikář farnosti svatého Ignáce w Gdańsku. Dne 1. července 1993 vstoupil do diplomatických služeb Svatého stolce. Působil na nunciaturách na Madagaskaru, v Indii, Maďarsku, Belgii, Jihoafrické republice a ve Venezuele. Plynně hovoří italsky, anglicky, francouzsky a španělsky. Dále působil v Státním sekretariátu v Sekci pro vztahy se státy.
Roku 1995 mu papež Jan Pavel II. udělil titul Kaplana Jeho Svatosti a roku 2005 mu papež Benedikt XVI. udělil titul Preláta Jeho Svatosti.
Dne 22. února 2013 jej papež Benedikt XVI. jmenoval apoštolským nunciem v Libérii a titulárním arcibiskupem z Otricoli. Biskupské svěcení přijal 27. dubna 2013 z rukou kardinála Kazimierze Nycze a spolusvětiteli byli arcibiskup Sławoj Leszek Głódź a arcibiskup Savio Hon Tai-Fai.
Dne 8. června 2013 jej papež František jmenoval apoštolským nunciem v Gambii a 21. září 2013 v Sierra Leone.
Dne 12. srpna 2017 jej papež František jmenoval apoštolským nunciem v Panamě.
Dne 22. února 2020 byl jmenován nunciem v Argentině.